# My Clueless First Friend
My Clueless First Friend (事情を知らない転校生がグイグイくる。?, Jijō o shiranai tenkōsei ga guigui kuru., lett. "Sta arrivando uno studente trasferito che non conosce la situazione.") è un manga scritto e disegnato da Taku Kawamura. Il manga ha iniziato la serializzazione sulla rivista Monthly Gangan Joker della casa editrice Square Enix il 22 maggio 2018. In seguito, è stato annunciato un adattamento anime prodotto dallo Studio Signpost che è in onda dal 9 aprile 2023.

## Trama
Una bambina di quinta elementare, chiamata Akane Nishimura, solitaria e cupa viene presa in giro dei suoi compagni di classe fino a quando non arriva un nuovo bambino di nome Taiyō Takada. Mentre gli studenti delle scuole elementari vivono insieme tutto il divertimento dell'estate dell'infanzia, dall'andare in piscina alla raccolta dei girasoli fino a guardare i fuochi d'artificio, sboccia un'insolita amicizia!

## Personaggi
Akane Nishimura (西村 茜?, Nishimura Akane)
Doppiata da: Konomi Kohara
Taiyō Takada (高田 太陽?, Takada Taiyō)
Doppiato da: Shizuka Ishigami
Daichi Hino (日野 大地?, Hino Daichi)
Doppiato da: Kengo Kawanishi
Umi Adachi (安達 海美?, Adachi Umi)
Doppiata da: Reina Kondō
Yukiko Takada (高田 雪子?, Takada Yukiko)
Doppiata da: Atsumi Tanezaki

## Media

### Manga
Il manga, scritto e disegnato da Taku Kawamura, è stato serializzato sulla rivista Monthly Gangan Joker di Square Enix il 22 maggio 2018, pubblicando il primo volume il 22 ottobre dello stesso anno. Al 22 marzo 2025, i singoli capitoli della serie sono stati raccolti in venti volumi tankōbon.

#### Volumi
| Nº | Data di prima pubblicazione | Data di prima pubblicazione | Data di prima pubblicazione |
| Nº | Giapponese                  | Giapponese                  |                             |
| -- | --------------------------- | --------------------------- | --------------------------- |
| 1  | 22 ottobre 2018             | ISBN 978-4-7575-5855-7      |                             |
| 2  | 22 febbraio 2019            | ISBN 978-4-7575-6025-3      |                             |
| 3  | 22 giugno 2019              | ISBN 978-4-7575-6167-0      |                             |
| 4  | 21 ottobre 2019             | ISBN 978-4-7575-6352-0      |                             |
| 5  | 22 febbraio 2020            | ISBN 978-4-7575-6529-6      |                             |
| 6  | 22 giugno 2020              | ISBN 978-4-7575-6708-5      |                             |
| 7  | 21 novembre 2020            | ISBN 978-4-7575-6948-5      |                             |
| 8  | 22 marzo 2021               | ISBN 978-4-7575-7162-4      |                             |
| 9  | 20 luglio 2021              | ISBN 978-4-7575-7375-8      |                             |
| 10 | 22 novembre 2021            | ISBN 978-4-7575-7576-9      |                             |
| 11 | 22 marzo 2022               | ISBN 978-4-7575-7825-8      |                             |
| 12 | 22 luglio 2022              | ISBN 978-4-7575-8035-0      |                             |
| 13 | 22 novembre 2022            | ISBN 978-4-7575-8263-7      |                             |
| 14 | 22 marzo 2023               | ISBN 978-4-7575-8476-1      |                             |
| 15 | 22 luglio 2023              | ISBN 978-4-7575-8672-7      |                             |
| 16 | 21 novembre 2023            | ISBN 978-4-7575-8905-6      |                             |
| 17 | 22 marzo 2024               | ISBN 978-4-7575-9114-1      |                             |
| 18 | 22 luglio 2024              | ISBN 978-4-7575-9325-1      |                             |
| 19 | 21 novembre 2024            | ISBN 978-4-7575-9520-0      |                             |
| 20 | 22 marzo 2025               | ISBN 978-4-7575-9759-4      |                             |

### Anime

Logo della serie

Il 16 novembre 2022, è stato annunciato che il manga avrebbe ricevuto un adattamento anime. È prodotto da Studio Signpost e diretto da Shigenori Kageyama, la composizione della serie è curata di Takafumi Hoshikawa e Shogo Yasukawa, col character design di Chikashi Kadekaru e la colonna sonora di Toshio Masuda. La serie è stata trasmessa dal 9 aprile al 2 luglio 2023 su Tokyo MX, TVA, BS Fuji e Animax. In Italia, la serie è stata pubblicata in simulcast su Crunchyroll, così come nel resto del mondo.

#### Episodi
| Nº | Titolo italiano Giapponese 「Kanji」 - Rōmaji | In onda        | In onda |
| Nº | Titolo italiano Giapponese 「Kanji」 - Rōmaji | Giapponese     |         |
| 1  | La dea della morte e il nuovo arrivato 「死神と転校生」 - Shinigami to tenkōsei                                                                  | 9 aprile 2023  |         |
| 2  | Responsabili del pranzo, foto paranormali e lettere d'amore 「給食当番と心霊写真とラブレター」 - Kyūshoku tōban to shinreishashin to rabu retā   | 16 aprile 2023 |         |
| 3  | Iniziano le vacanze estive 「夏休みがはじまる」 - Natsuyasumi ga hajimaru                                                                        | 23 aprile 2023 |         |
| 4  | A casa della nonna 「おばあちゃんち」 - Obāchan-chi                                                                                              | 30 aprile 2023 |         |
| 5  | Chiamami "dea della morte" 「死神って呼んで」 - Shinigami tte yonde                                                                              | 7 maggio 2023  |         |
| 6  | Cambio di posto, rappresentanti di classe e nuove amicizie 「席替えとクラス委員と新しいともだち」 - Sekigae to Kurasu iin to atarashii tomodachi | 14 maggio 2023 |         |
| 7  | La gita e la magia delle uova sode 「遠足と味玉の魔法」 - Ensoku to ajitama no mahō                                                              | 21 maggio 2023 |         |
| 8  | Yukata, arrampicante e gesso 「浴衣とジャングルジムとギプス」 - Yukata to Janguru Jimu to gipusu                                                 | 28 maggio 2023 |         |
| 9  | Corri! Urla! La festa dello sport 「走れ！叫べ！運動会」 - Hashire! Sakebe! Undōkai                                                              | 4 giugno 2023  |         |
| 10 | I primi ospiti 「初めてのおもてなし」 - Hajimete no omotenashi                                                                                   | 11 giugno 2023 |         |
| 11 | L'Alleanza del Vento Divino, la canzone maledetta e il Natale 「風神同盟と呪いの歌とクリスマス」 - Fūjin dōmei to noroi no uta to Kurisumasu     | 18 giugno 2023 |         |
| 12 | Confessioni della festa di Natale 「クリスマスパーティーの告白」 - Kurisumasu Pātī no kokuhaku                                                   | 25 giugno 2023 |         |
| 13 | Ora e tra 10 anni 「10年後も、今日も」 - Jūnengo mo, kyō mo                                                                                      | 2 luglio 2023  |         |

## Accoglienza
La serie si è classificata al tredicesimo posto nell'elenco dei migliori manga per lettori maschi nell'edizione 2020 di Kono manga ga sugoi! di Takarajimasha.